# آدام تاوبیتز
آدام تاوبیتز (دانمارکی: Adam Taubitz؛ زادهٔ ۷ اکتبر ۱۹۶۷) آهنگساز و موسیقی‌دان جاز و کلاسیک اهل آلمان است. وی در نواختن سازهای ویولن، ترومپت و گیتار تبحر دارد.
از سال ۱۹۹۷ تاوبیتز پس از کلودیو آبادو، دومین ویولنیست اصلی در ارکستر فیلارمونیک برلین بوده‌است.